# 柳生俊平
柳生 俊平（やぎゅう としひら、元禄12年（1699年） - 明和5年3月18日（1768年5月4日））は、大和国柳生藩の第6代藩主。

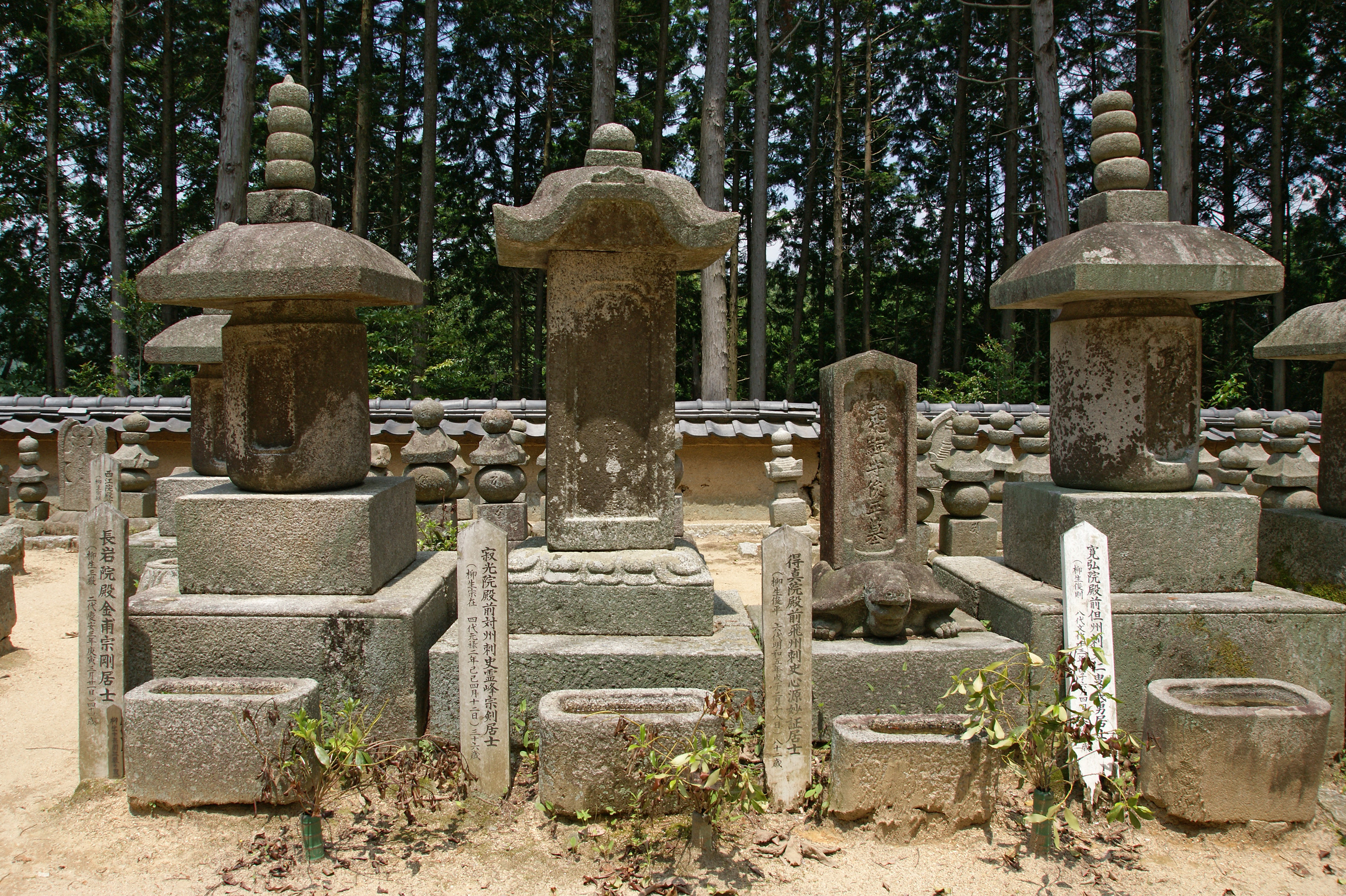
芳徳寺境内にある柳生一族の墓所。中央右が俊平の墓

伊勢国桑名藩主・松平定重の十一男。正室は稲葉恒通の娘。官位は従五位下、但馬守、飛騨守。
幼名は六弥。通称は靭負。先代藩主・柳生俊方の2人目の養嗣子・矩美が早世したため、享保6年（1721年）11月13日に養嗣子として迎えられた。同年11月28日、将軍徳川吉宗に御目見する。享保15年（1730年）5月29日、俊方の死去により跡を継ぐ。同年12月18日、従五位下・但馬守に叙任する。後に飛騨守に改める。寛保2年（1742年）11月16日、養嗣子の俊峯に家督を譲って隠居し、明和5年（1768年）3月18日に70歳で死去した。法号は心源妙証得心院。墓所は東京都練馬区広尾の広徳寺と奈良県奈良市柳生町の芳徳寺。

## 関連作品
- 時代小説作家の麻倉一矢は、俊平を主人公とした『剣客大名 柳生俊平』シリーズを二見時代小説文庫より発表している。